# Daniel Wass
Daniel Wass, född 31 maj 1989, är en dansk fotbollsspelare som spelar för Brøndby. Han spelar främst som central mittfältare, men kan även spela som högerback och högerytter. Wass är kusin till Nicki Bille Nielsen, som också är fotbollsspelare.

## Karriär
Daniel Wass värvades sommaren 2011 till Benfica från Brøndby IF och skrev på ett femårskontrakt med klubben.
I juli 2018 värvades Wass av Valencia, där han skrev på ett fyraårskontrakt. Den 27 januari 2022 värvades han av Atlético Madrid, där han skrev på ett 1,5-årskontrakt.
Den 12 augusti 2022 blev Wass klar för en återkomst i Brøndby, där han skrev på ett ettårskontrakt.